# Jacobo Timerman
Jacobo Timerman (Bar, 6 de enero de 1923-Buenos Aires, 11 de noviembre de 1999) fue un periodista argentino, fundador de las revistas Primera Plana, Confirmado y del diario La Opinión de Buenos Aires. Fue detenido y torturado durante la dictadura argentina.

## Biografía
Timerman nació en una familia judía ucraniana que huía de las persecuciones y emigró a la Argentina hacia 1928, cuando él tenía 5 años. La familia se instaló en el barrio del Once (Buenos Aires), donde se afincó en aquella época gran parte de la comunidad judía. Integró el movimiento juvenil Hashomer Hatzair.
Su hijo Héctor Timerman fue político y periodista, y ocupó varios cargos durante los gobiernos kirchneristas

## Trayectoria profesional
Se inició en el periodismo desde muy joven, en la revista Correo Electrónico, y luego en los diarios Noticias Gráficas, La Razón, El Mundo; La Nación y la columna política de Clarín.
Su recorrido como cronista fue reseñado por la periodista Graciela Mochkofsky:
En La Razón escribió la columna política “Versiones fidedignas” o “Balcarce 50” (la dirección de la Casa de Gobierno) durante la presidencia de Arturo Frondizi.
A mediados de 1958 lo contrataron en La Nación. Renunció en la primera quincena. Regresó a La Razón con Félix Laíño pero por poco tiempo.
A fines de 1958, recibió el ofrecimiento de hacer la columna “A pesar del hermetismo”, en Clarín, donde compartía el estrellato con Bernardo Neustadt, aunque ambos se negasen el saludo (pp 68-69). Quedó desvinculado de ese diario el 27 de junio de 1959 (pp 73),
Fue el primer periodista latinoamericano que entrevistó en forma individual al secretario de Estado de Dwight D. Eisenhower (pp 70).
En 1960, debutó como jefe, fue editor del vespertino El Siglo. Pronto fue como jefe también a El Mundo (pp 74).
Fue intermediario entre el Che Guevara y el enviado del presidente John Kennedy (pp 77). Cubrió el encuentro de los presidentes Kennedy y Frondizi para Canal 9 (pp 78).

## Medios que creó
En 1962, con un formato innovador inspirado en los magazines estadounidenses, fundó la revista Primera Plana y, en 1965, Confirmado. Vendió Primera Plana y se alejó de su dirección, que quedó a cargo de Victorio Dalle Nogare (dueño posterior de la revista), junto a Ramiro de Casasbellas y Tomás Eloy Martínez como colaboradores.Su primera edición fue el 4 de mayo de 1971, su formato tabloide se inspiró en Le Monde francés.
Sus revistas adoptaron un papel crítico hacia el gobierno de Arturo Illia
Al diario lo sometieron a inspecciones de todo tipo. Finalmente, decidieron clausurar la imprenta donde se editaba con un curioso argumento: ruidos molestos. Al diario se lo siguió imprimiendo en imprentas cada vez más precarias, pero el control y la asfixia económica lo redujeron a su mínima expresión.
.
El nuevo dictador Juan Carlos Onganía mandó clausurar Primera Plana, el diario que dirigía Timerman.
En 1969, Timerman fue el mentor periodístico de El Diario de Mendoza, para lo que reunió a una gran cantidad de periodistas locales y corresponsales. Entre los locales figuraban Aldo César Montes de Oca, Raúl Lalo Fain Binda, Rodolfo Braceli, Carlos Quiroz y entre los corresponsales estaban Horacio Verbitsky, Pepe Eliaschev, Paco Urondo. El cierre de El Diario dio paso al nacimiento de la revista Claves.
En 1971, creó La Opinión, que en 1977 fue expropiado y editado por la dictadura con el mismo nombre, pero una línea muy distinta, durante cuatro años (hasta 1981).
El 16 de marzo de 1976 lanzó el diario La Tarde en cuya dirección colocó a su hijo, Héctor Marcos Timerman. La publicación diaria tenía un formato similar al del alemán Bild Zeitung, con titulares altisonantes, grandes fotografías, publicó su última edición en agosto de 1976 cuando fue clausurado En su edición del 16 de marzo de 1976, publicó en su primera plana una gran foto en la que se ve a la entonces presidenta Isabel Perón hablando en público. Al producirse el golpe de Estado del 24 de marzo de 1976 y asumir la dictadura cívico militar autodenominada Proceso de Reorganización Nacional (1976-1983) que se caracterizó por el terrorismo de Estado, las fuerzas armadas suprimieron toda libertad de prensa al reprimir con cárcel a quien desprestigiara a las Fuerzas Armadas o difundiera actividades opositoras y estableció una oficina de censura previa en la Casa de Gobierno,o que dificultó el trabajo de Timmerman. fue secuestrado por militares bajo las órdenes del General Ramón Camps, un general antisemita que fue condenado por crímenes de lesa humanidad una vez restablecida la democracia. Junto con él fue secuestrado Enrique Jara, subdirector del diario, y pocas horas después fue secuestrado también Enrique Raab, uno de los periodistas del diario.

## Desaparición
Timerman fue detenido y secuestrado el 15 de abril de 1977 en su casa a las 3 de la mañana, por Valentín Milton Pretti y personal parapolicial,  bajo las órdenes del general Ramón Camps, que antes habían participado en la Triple A y que manejaban una cárcel clandestina tal general antisemita sería condenado por crímenes de lesa humanidad una vez restablecida la democracia. Con él fue secuestrado Enrique Jara, subdirector del diario, y pocas horas después fue desaparecido (secuestrado, torturado y asesinado) Enrique Raab, uno de los periodistas más prestigiosos de La Opinión.
Los medios Clarín o La Nación, o la revista Gente ocultaron la noticia, y trataron al director de La Opinión de terrorista y apátrida. el diario Nueva Presencia (1977-1993, de la colectividad judía, dirigido por Herman Schiller), comenzó a denunciar lo que ocurría.
Fue acusado por la dictadura de tener como socio a David Graiver, acusado de manejar finanzas de Montoneros.[cita requerida]
Fue torturado y mantenido desaparecido en los centros clandestinos de detención Puesto Vasco (en Pilcomayo 51, de Don Bosco, en Quilmes), y en el COTI Martínez.
Su liberación hacia 1980 y posterior exilio en Israel y Estados Unidos fue decisiva a partir de la protesta generalizada de la comunidad internacional.
Dedicó su libro Preso sin nombre, celda sin número, en el que narró las torturas y vejaciones a las que fue sometido durante su detención y encarcelamiento al rabino Marshall T. Meyer, fundador del Movimiento Judío por los Derechos Humanos y miembro de la CONADEP, por su acompañamiento en los peores momentos. El historiador de la tortura, Edward Peters, destaca la importancia del libro y señala que "las revelaciones de Timerman tuvieron una recepción muy variada. Muchos comentadores condenaron sin reservas el trato dado a Timerman. Otros escribieron críticas más suaves sobre el régimen torturador y centraron su atención en Timerman, sugiriendo que había provocado y quizá hasta merecido un trato que, en cualquier caso, fue necesario, excepcional y no típico; que había sido el causante de sus problemas, incluso de su tortura. Timerman respondió a gran parte de sus críticos con elocuencia y vigor. Una serie de comentadores, en particular Michael Walzer, plantearon la cuestión más amplia de los motivos y concepciones de los críticos de Timerman en respuesta a sucesos para los que una década de informes de Amnistía Internacional debía desde hace tiempo haberlos preparado para ellos".
En 1984, en Buenos Aires, Timerman prestó testimonio ante la CONADEP (Comisión Nacional sobre Desaparición de Personas), y su legajo 4635 fue incluido en el informe Nunca más. Hacia 1985 declaró en el Juicio a las Juntas.
El 11 de noviembre de 1999 falleció a causa de un paro cardíaco en su departamento de Recoleta. Sus restos descansan en el Cementerio Jardín de Paz de Pilar.
En 2007 obtuvo el Premio Konex de Honor como personalidad fallecida de la década en Comunicación-Periodismo.

## Premios
Entre otros, recibió:
- En 1959, el Premio Martín Fierro por su programa televisivo de noticias ¿Qué pasó en siete días? Fue el primer Martín Fierro otorgado a un periodista.
- En 1981, el Premio María Moors Cabot de la Universidad de Columbia (Estados Unidos).
- Pluma de Oro de la Libertad que otorga la Federación Internacional de Editores de Diarios.
- Premio Konex de Honor (2007).

## Libros
- 1982: Preso sin nombre, celda sin número. Escrito durante la dictadura, desde Israel (donde se refugió), relata sus padecimientos en los centros clandestinos de detención; uno de los libros más acabados sobre las violaciones a derechos humanos en Argentina.
- 1983: Israel: la guerra más larga. La invasión de Israel al Líbano.
- 1987: Chile, el galope muerto.
- 1990: Cuba: un viaje a la isla (Cuba: a journey).

### Acerca de Timerman
- 2002: Las palabras son acciones. Historia política y profesional de «La Opinión» de Jacobo Timerman; con prólogo de Mario Diament; fue publicado por Perfil Libros al cumplirse 25 años de cuando la dictadura militar intervino La Opinión.
- 2003: Timerman (1923-1999). El periodista que quiso ser parte del poder (1923-1999). Sudamericana. ISBN 950-07-2420-0 Autora Graciela Mochkofsky.[14]